# Neuilly-le-Brignon
Neuilly-le-Brignon és un municipi francès, situat al departament de l'Indre i Loira i a la regió de Centre – Vall del Loira. L'any 2007 tenia 314 habitants.

## Demografia

### Població
El 2007 la població de fet de Neuilly-le-Brignon era de 314 persones. Hi havia 140 famílies, de les quals 44 eren unipersonals (24 homes vivint sols i 20 dones vivint soles), 44 parelles sense fills, 40 parelles amb fills i 12 famílies monoparentals amb fills.
La població ha evolucionat segons el següent gràfic:
Habitants censats

### Habitatges
El 2007 hi havia 184 habitatges, 136 eren l'habitatge principal de la família, 31 eren segones residències i 17 estaven desocupats. 182 eren cases i 1 era un apartament. Dels 136 habitatges principals, 119 estaven ocupats pels seus propietaris, 15 estaven llogats i ocupats pels llogaters i 2 estaven cedits a títol gratuït; 13 tenien dues cambres, 27 en tenien tres, 35 en tenien quatre i 61 en tenien cinc o més. 109 habitatges disposaven pel capbaix d'una plaça de pàrquing. A 57 habitatges hi havia un automòbil i a 60 n'hi havia dos o més.

### Piràmide de població
La piràmide de població per edats i sexe el 2009 era:
| Homes | Edats   | Dones |
| ----- | ------- | ----- |
| 0     | 95 o +  | 4     |
| 0     | 90 a 94 | 0     |
| 4     | 85 a 89 | 0     |
| 4     | 80 a 84 | 8     |
| 4     | 75 a 79 | 12    |
| 8     | 70 a 74 | 4     |
| 12    | 65 a 69 | 12    |
| 12    | 60 a 64 | 16    |
| 8     | 55 a 59 | 8     |
| 0     | 50 a 54 | 4     |
| 4     | 45 a 49 | 4     |
| 8     | 40 a 44 | 4     |
| 36    | 35 a 39 | 16    |
| 4     | 30 a 34 | 16    |
| 8     | 25 a 29 | 8     |
| 0     | 20 a 24 | 0     |
| 8     | 15 a 19 | 4     |
| 12    | 10 a 14 | 4     |
| 24    | 5 a 9   | 8     |
| 8     | 0 a 4   | 8     |

## Economia
El 2007 la població en edat de treballar era de 189 persones, 138 eren actives i 51 eren inactives. De les 138 persones actives 128 estaven ocupades (71 homes i 57 dones) i 10 estaven aturades (6 homes i 4 dones). De les 51 persones inactives 27 estaven jubilades, 10 estaven estudiant i 14 estaven classificades com a «altres inactius».

### Ingressos
El 2009 a Neuilly-le-Brignon hi havia 134 unitats fiscals que integraven 315 persones, la mediana anual d'ingressos fiscals per persona era de 15.637 €.

### Activitats econòmiques
Dels 10  establiments que hi havia el 2007, 5 eren d'empreses de construcció, 4 d'empreses de comerç i reparació d'automòbils i 1 d'una entitat de l'administració pública.
Dels 5 establiments de servei als particulars que hi havia el 2009, 3 eren paletes, 1 guixaire pintor i 1 lampisteria.
L'únic establiment comercial que hi havia el 2009 era una carnisseria.
L'any 2000 a Neuilly-le-Brignon hi havia 19 explotacions agrícoles.

## Equipaments sanitaris i escolars
El 2009 hi havia una escola elemental integrada dins d'un grup escolar amb les comunes properes formant una escola dispersa.

## Poblacions més properes
El següent diagrama mostra les poblacions més properes.